# Lee Hazlewood
Barton Lee Hazlewood, mais conhecido como Lee Hazlewood (Oklahoma, 9 de julho de 1929 – Henderson, 4 de agosto de 2007) foi um cantor, compositor e produtor musical norte-americano.
Mais conhecido por seu trabalho com o guitarrista Duane Eddy no final dos anos 1950 e a cantora Nancy Sinatra nos anos 1960 e 1970.
Hazlewood tinha uma voz distinta de barítono que acrescentava uma ressonância à sua música. Suas colaborações com Sinatra, bem como sua produção solo no final dos anos 1960 e início dos anos 1970, foram elogiados como uma contribuição essencial para um som frequentemente descrito como "cowboy psicodelia " ou "underground sacarino". Rolling Stone classificou Lee Hazlewood e Nancy Sinatra em 9º lugar em sua lista dos 20 Maiores Duplas de Todos os Tempos.

## Discografia
- 1963 – Trouble is a Lonesome Town
- 1964 – The N.S.V.I.P.'s
- 1965 – Friday's Child
- 1966 – The Very Special World of Lee Hazlewood
- 1967 – Lee Hazlewoodism: Its Cause and Cure
- 1968 – Nancy & Lee – a collaboration with Nancy Sinatra
- 1968 – Something Special
- 1968 – Love and Other Crimes
- 1969 – The Cowboy and the Lady – a collaboration with Ann-Margret.
- 1969 – Forty
- 1970 – Cowboy in Sweden – two songs are on Forty, and one on Love and Other Crimes
- 1971 – Requiem for an Almost Lady
- 1971 – Nancy & Lee Again/Nancy & Lee - Did You Ever? – a collaboration with Nancy Sinatra
- 1972 – 13
- 1973 – I'll Be Your Baby Tonight
- 1973 – Poet, Fool or Bum
- 1974 – The Stockholm Kid Live at Berns
- 1975 – A House Safe for Tigers
- 1976 – 20th Century Lee
- 1977 – Movin' On
- 1977 – Back on the Street Again
- 1993 – Gypsies & Indians – a collaboration with Anna Hanski
- 1999 – Farmisht, Flatulence, Origami, ARF!!! & Me...
- 2002 – For Every Solution There's a Problem
- 2004 – Nancy & Lee 3 – a collaboration with Nancy Sinatra
- 2006 – Cake or Death